# 윌리엄 1세 (스코틀랜드)
윌리엄 1세(스코트어: William I) 혹은 일리엄 막 안리크(중세 아일랜드어: Uilliam mac Eanric, 스코틀랜드 게일어: Uilleam mac Eanraig, 1143년경 - 1214년 12월 4일)는 12세기 말 13세기 초 알바 왕국의 왕이다. 다비드 1세의 손자로, 아버지는 헌팅던-노섬브리아 백작 헨리이고 어머니는 서리 백작 윌리엄 드 바렌느의 딸 에이다 드 바렌느이다. 선왕 말 콜룸 4세가 죽자 동생인 그가 즉위했다. 재위기간 49년으로 잉글랜드와 스코틀랜드가 동군연합이 되기 전 두 번째로 오래 재위한 왕이다.
사자왕(the Lion, an Leòmhann)이라는 별명이 있지만 그 생전에는 그렇게 불린 적이 없으며, 군사적 능력이 뛰어나다고 붙은 별명도 아니다. 일리엄이 노란 바탕에 붉은 사자가 그려진 기를 사용했기 때문에 붙은 별명으로, 이것이 스코틀랜드의 국왕기의 유래가 되었다.
일리엄은 1152년 아버지가 죽자 노섬브리아 백작 작위를 계승했으나 1157년 잉글랜드 왕 헨리 2세에게 작위를 빼앗겼다. 이것이 나중에 일리엄이 왕위에 오른 뒤 문제가 된다. 신앙심이 깊은 형과 달리 일리엄은 고집이 세고 성격이 급했다. 재위기간 내내 잉글랜드의 노르만인들로부터 노섬브리아를 되찾으려 했으나 성공하지 못했고 국력도 기울었다.
잉글랜드 왕비 엘레오노르와 왕자들이 남편이며 부왕인 헨리 2세에게 반란을 일으키자(1173년-1174년 반란) 일리엄은 반란군의 편을 들어 개입했다. 일리엄은 단기필마로 잉글랜드군에게 돌격했다가 낙마하여 포로로 잡혔고 사슬로 묶여 뉴캐슬, 노샘프턴을 거쳐 노르망디의 팔레즈로 끌려가는 신세가 되었다. 헨리 2세는 왕이 사라져 버린 스코틀랜드로 군대를 보내 점령했다. 스코틀랜드 왕위를 되찾는 대가로 일리엄은 헨리가 자신보다 봉건제적으로 우위에 있음을 인정하고 잉글랜드군이 스코틀랜드에서 세금을 걷는 것으며 스코틀랜드 교회가 잉글랜드 교회에 종속되는 것 등에 동의해야 했다(팔레즈 조약). 조약 조인 이후에야 스코틀랜드로 돌아갈 수 있었고, 1175년 요크성에 불려와 헨리 2세에게 충성서약을 했다.
왕이 치욕스러운 조약을 맺고 돌아오자 갤러웨이에서 반란이 일어나 1186년까지 계속되었다. 1179년, 일리엄과 동생 다비드는 개인적으로 군사를 이끌고 노르드계 오크니 백작들이 갈리브 너머로 남하하는 것을 막기 위해 성을 3개 축성했다. 1181년에는 돈카드 2세의 후손인 돔날 막 일리엄이 반란을 일으켰다. 돔날은 로스를 손에 넣었고, 돔날이 1187년 죽기 전까지 일리엄은 인버네스의 돔날의 근거지를 함락시키지 못했다. 또 오크니의 위협을 막기 위해 1197년과 1202년에 다시 북쪽으로 원정을 가야 했다.
팔레즈 조약의 유효기간은 15년이었다. 잉글랜드의 새 왕 사자심왕 리처드는 제3차 십자군에 참여할 전비가 필요했고, 1189년 12월 5일 10,000 은 마르크를 받는 대가로 조약을 조기 파기했다. 일리엄은 1194년 리처드에게서 노섬브리아를 사려고 시도하여 15,000 마르크를 제시했지만 리처드는 노섬브리아의 성들을 넘기고 싶지 않았기에 거절했다.
조약 파기로 스코틀랜드가 독립을 되찾기는 했지만 이후 13세기의 첫 10여년 동안 잉글랜드와 스코틀랜드 사이에는 긴장관계가 유지되었다. 1209년 8월 잉글랜드의 실지왕 존은 버윅 근교 노엄에서 대병력을 이끌고 행진을 벌였다. 늙어가는 스코틀랜드 왕 일리엄을 협박해 이득을 뜯기 위함이었다. 일리엄은 많은 양의 돈을 바침은 물론 장성한 딸들을 잉글랜드 귀족들에게 시집보내야 했다. 1212년에는 조약이 개정되어 일리엄의 유일한 적장자인 알락산다르가 존의 장녀 조안과 결혼하게 되었다.
잉글랜드의 이득에 끌려다니는 속국 신세가 되기는 했지만 일리엄의 치세에는 상당한 치적이 있었다. 그는 할아버지 다비드 1세의 길을 따라 정무에 전념했다. 새로운 행정구역이 설치되고 봉건제가 확대되었다. 형법이 개정되었으며 법관들의 권한이 증대되었다. 무역량도 늘어났다. 1178년에는 아브로스 수도원이 세워졌으며 1192년경에는 아가일에 주교좌가 설치되어 같은 해 교황 첼레스티노 3세에게 공인을 받았다.
일리엄은 1214년 스털링에서 죽어 아브로스 수도원에 묻혔다. 아들 알락산다르가 알락산다르 2세로 즉위해 왕위를 이었다.

## 참고 문헌
- Ashley, Mike. Mammoth Book of British Kings and Queens. 1998.
- Magnusson, Magnus. Scotland: Story of a Nation. 2001.

| 전임 말 콜룸 4세 | 알바의 왕 1165년 12월 9일 - 1214년 12월 4일 | 후임 알락산다르 2세 막 일리엄 |